# Dáfni (ort i Grekland, Mellersta Makedonien)
Dáfni (Dafni) är en ort i Grekland.   Den ligger i prefekturen Nomós Serrón och regionen Mellersta Makedonien, i den nordöstra delen av landet, 300 km norr om huvudstaden Aten. Dáfni ligger 100 meter över havet och antalet invånare är 340.
Terrängen runt Dáfni är kuperad söderut, men norrut är den platt. Runt Dáfni är det ganska glesbefolkat, med 22 invånare per kvadratkilometer. Närmaste större samhälle är Nigríta, 14,1 km väster om Dáfni. Trakten runt Dáfni består till största delen av jordbruksmark.